# Paraclada tricapna
Paraclada tricapna är en fjärilsart som beskrevs av Edward Meyrick 1911. Paraclada tricapna ingår i släktet Paraclada och familjen plattmalar. Inga underarter finns listade i Catalogue of Life.